# Pentapodus numberii
Pentapodus numberii is een straalvinnige vissensoort uit de familie van de valse snappers (Nemipteridae). De wetenschappelijke naam van de soort is voor het eerst geldig gepubliceerd in 2009 door Allen & Erdmann.